# Цаган-Челутай (Бурятія)
Цаган-Челутай (рос. Цаган-Челутай) — улус Кяхтинського району, Бурятії Росії. Входить до складу Шарагольського сільського поселення.
Населення — 77 осіб (2010 рік).

## Уродженці
- Ірінчинов Дондок Гуржапович — забайкальський козак, провідник і перекладач М. М. Пржевальського.